# Полезак
Полезак (тадж. Полезак) — сельский населённый пункт в Таджикабадском районе РРП Таджикистана. Входит в состав сельской общины (джамоата) Ширинчашма. Расстояние от села до центра района (пгт Таджикабад) — 6 км, до центра джамоата (село Ширинчашма) — 1 км. Население — 1218 человек (2017 г.), таджики. Население в основном занято сельским хозяйством (животноводство и растениводство). Земли орошаются главным образом водами горных источников.